# رابرت ریچاردز (قایقران)
رابرت ریچاردز (انگلیسی: Robert Richards؛ زادهٔ ۲۲ september ۱۹۷۱ (۵۳ سال)) ورزشکار روئینگ اهل استرالیا است.
وی در مسابقات کشوری و بین‌المللی در مجموع برندهٔ ۱ مدال طلا، ۲ مدال نقره، ۱ مدال برنز شده‌است.